# Manatí (Porto Rico)
Manatí é um município de Porto Rico, situado na região centro-norte da ilha. Tem 119 km² de área e sua população em 2010 foi estimada em 44.113 habitantes. Limita com os municípios de Ciales, Morovis, Vega Baja, Barceloneta, Florida, e com o Oceano Atlântico.